# Glendora (Nova Jersey)
Glendora és una concentració de població designada pel cens dels Estats Units a l'estat de Nova Jersey. Segons el cens del 2000 tenia 4.907 habitants.

## Demografia
Segons el cens del 2000, Glendora tenia 4.907 habitants, 1.944 habitatges, i 1.294 famílies. La densitat de població era de 1.770,7 habitants/km².
Dels 1.944 habitatges en un 26,5% hi vivien nens de menys de 18 anys, en un 52,9% hi vivien parelles casades, en un 10% dones solteres, i en un 33,4% no eren unitats familiars. En el 29,8% dels habitatges hi vivien persones soles el 19,1% de les quals corresponia a persones de 65 anys o més que vivien soles. El nombre mitjà de persones vivint en cada habitatge era de 2,52 i el nombre mitjà de persones que vivien en cada família era de 3,17.
Per edats la població es repartia de la següent manera: un 21,5% tenia menys de 18 anys, un 7,3% entre 18 i 24, un 28,5% entre 25 i 44, un 22,4% de 45 a 60 i un 20,3% 65 anys o més.
L'edat mediana era de 40 anys. Per cada 100 dones de 18 o més anys hi havia 82,6 homes.
La renda mediana per habitatge era de 42.801 $ i la renda mediana per família de 51.989 $. Els homes tenien una renda mediana de 39.389 $ mentre que les dones 29.334 $. La renda per capita de la població era de 21.089 $. Aproximadament el 3,4% de les famílies i el 6,4% de la població estaven per davall del llindar de pobresa.

## Poblacions més properes
El següent diagrama mostra les poblacions més properes.